# 迟福林
迟福林（1951年8月3日—），汉族。中国共产党党员。第十一届全国政协委员。现任中国（海南）改革发展研究院执行院长、海南省社科联主席、党组成员。
2008年，当选第十一届全国政协委员，代表社会科学界，分入第三十二组。
2013年，任第一届中国红十字会社会监督委员会主任委员。